# 도큐먼트 카메라
도큐먼트 카메라(document camera)는 많은 청중에게 개체를 표시하기 위한 실시간 이미지 캡처 장치이다. 불투명 프로젝터와 마찬가지로 도큐먼트 카메라는 투명 필름뿐만 아니라 실제 3차원 물체의 이미지를 확대하고 투사할 수 있다. 본질적으로 고해상도 웹캠은 페이지 위에 쉽게 배치할 수 있도록 팔에 장착된다. 이를 통해 교사, 강사 또는 발표자는 청중이 지켜보는 동안 종이에 글을 쓰거나 2차원 또는 3차원 물체를 표시할 수 있다. 이론적으로 모든 객체는 도큐먼트 카메라로 표시될 수 있다. 대부분의 물체는 단순히 카메라 아래에 놓이고 카메라가 사진을 찍으면 프로젝터나 모니터를 사용하여 라이브 이미지를 생성한다. 다양한 유형의 도큐먼트 카메라/비주얼라이저를 사용하면 개체 배치 측면에서 뛰어난 유연성을 얻을 수 있다. 예를 들어, 큰 물체를 카메라 앞에 간단히 배치하고 필요에 따라 카메라를 회전할 수 있으며, 천장에 장착된 도큐먼트 카메라를 사용하여 더 넓은 작업 영역을 사용할 수도 있다.